# Élections européennes de 2009 en Slovénie
Les élections européennes se sont déroulées le dimanche 7 juin 2009 en Slovénie afin de désigner les sept députés européens slovènes au Parlement européen, pour la législature 2009-2014.

## Élections européennes de 2004
| Slovénie | 1 | 2 | 4 |

## Résultats
| ← Élections au Parlement Européen de 2009 → |                                        |                    |                    |         |        |         |        |        |
| Parti                                       | Parti                                  | chef du parti      | Parti européen     | Votes   | Votes  | Votes   | Sièges | Sièges |
| Parti                                       | Parti                                  | chef du parti      | Parti européen     | No.     | %      | +− %    | No.    | +−     |
|                                             | Parti démocratique slovène             | Janez Janša        | PPE                | 123.369 | 26.65  | + 9.00  | 2      | =      |
|                                             | Sociaux-démocrates                     | Borut Pahor        | PES                | 85.402  | 18,45  | + 4,30  | 2      | + 1    |
|                                             | Nouvelle Slovénie                      | Ljudmila Novak     | PPE                | 76.497  | 16,53  | - 7.04  | 1      | - 1    |
|                                             | Démocratie libérale slovène            | Katarina Kresal    | ELDR               | 53.212  | 11.50  | - 10.41 | 1      | - 1    |
|                                             | Réel - Les sociaux-libéraux            | Gregor Golobič     | ELDR               | 45.237  | 9.77   | + 9.77  | 1      | + 1    |
|                                             | Parti démocrate des retraités slovènes | Karl Erjavec       | Aucun              | 33.291  | 7.19   | + 7.19  | 0      | =      |
|                                             | Parti populaire slovène                | Radovan Žerjav     | PPE                | 16.599  | 3.59   | - 4.82  | 0      | =      |
|                                             | Parti national slovène                 | Karl Erjavec       | Aucun              | 13.227  | 2.86   | - 2.16  | 0      | =      |
|                                             | Autres                                 |                    |                    | 16.065  | 3.47   | -       | 0      | =      |
| Suffrages exprimés                          | Suffrages exprimés                     | Suffrages exprimés | Suffrages exprimés | 462.899 | 100,00 |         | 7      | =      |
| Blancs et nuls                              | Blancs et nuls                         | Blancs et nuls     | Blancs et nuls     | 18.585  | 3.86   | -       |        |        |
| Total                                       | Total                                  | Total              | Total              | 481.484 |        |         |        |        |

| Slovénie | 2 | 2 | 3 |